# Solituderennen 1949
Cette page présente les résultats de la Solituderennen 1949 de Formule 2 qui a eu lieu sur le Circuit de Solitude le 18 septembre 1949.

## Classement
| Pos. | no  | Pilote       | Écurie       | Voiture      | Tours | Temps/Abandon  | Grille |
| ---- | --- | ------------ | ------------ | ------------ | ----- | -------------- | ------ |
| 1    | 108 | Toni Ulmen   | Privé        | Veritas-BMW  | 8     | 48 min 31 s 8  |        |
| 2    | 103 | Fritz Riess  | Privé        | BMW HH48     | 8     | + 1 min 18 s 3 |        |
| 3    | 112 | Egon Brütsch | Privé        | EBS-Maserati | 7     | + 1 tour       |        |
| Abd. | 106 | Hans Stuck   | Privé        | AFM-BMW      | 3     | Surchauffe     |        |
| Abd. | 102 | Hermann Lang | Emil Vorster | AFM-BMW      | 2     |                |        |
| Abd. | 104 | Karl Gommann | Privé        | BMW 328      | 1     |                |        |

Légende:
- Abd.= Abandon

## Pole position et record du tour
- Pole position :
- Meilleur tour en course :  Hans Stuck (AFM-BMW) en 5 min 41 s 9.